# This Way Please
Pour plus de détails, voir Fiche technique et Distribution.
This Way Please est un film américain en noir et blanc réalisé par Robert Florey, sorti en 1937.

## Fiche technique
- Titre : This Way Please
- Réalisation : Robert Florey
- Scénario : Howard J. Green, Grant Garett et Seena Owen
- Costumes : Edith Head
- Photographie : Harry Fischbeck
- Montage : Anne Bauchens
- Société de production : Paramount Pictures
- Pays de production : États-Unis
- Format : noir et blanc - 1,37:1 - Mono (Western Electric Mirrophonic Recording)
- Genre : comédie musicale
- Durée : 75 min
- Date de sortie :
  - États-Unis : 7 octobre 1937

## Distribution
- Buddy Rogers : Brad Morgan
- Betty Grable : Jane Morrow
- Ned Sparks : Inky Wells
- Jim Jordan : Fibber McGee
- Marian Jordan : Molly McGee
- Porter Hall : S.J. Crawford
- Lee Bowman : Stu Randall
- Cecil Cunningham : Mlle Eberhardt
- Mary Livingstone : Maxine Barry
- Wally Vernon : Bumps
- Romo Vincent : Trumps